# La Mano Negra (México)
La Mano Negra fue una organización paramilitar mexicana, vinculada a los caciques y terratenientes del estado de Veracruz, que operó entre 1928 y 1943. Su líder fue Manuel Parra Mata. A la organización se le atribuyen aproximadamente 10 mil asesinatos. Entre ellos, destaca el asesinato de Eulogio Ávila Camacho, el hermano menor de los generales, Manuel Ávila Camacho quién sería posteriormente presidente de la República Mexicana en 1940 y de Maximino Ávila Camacho. También, el asesinato de Manlio Fabio Altamirano Flores, gobernador electo del estado de Veracruz, asesinado el 25 de junio de 1936 mientras cenaba en compañía de su esposa Bertha Bracamontes en el Café de Tacuba. La organización contribuyó a eliminar la tendencia más radical del proyecto social y agrario postrevolucionario en México.

## Historia
Este grupo paramilitar se fundó en 1928 por Manuel Parra Mata un extrabajador minero de Pachuca, Hidalgo, con recursos económicos abundantes por la herencia de su esposa. Tuvo trato con la gente más radical del estado de Veracruz y se dedicó a eliminar a la gente que estorbaba a sus intereses, junto a un grupo de sicarios (matones) para tal fin. Los integrantes de este grupo fueron:
- General Pablo Quiroga Escamilla
- Carlos Ramírez
- Francisco Salas
- Sebastián González
- Rafael Cornejo Armenta
- Gildardo Alemán Lobillo
- Rodolfo Vélez "El Gitano"
- Manuel Montano Seguro

Muchos años después, cuando Miguel Alemán Velasco, "Miguelito", fue gobernador del Estado de Veracruz en el sexenio 1998-2004, muchos descendientes de este grupo hijos y nietos, obtuvieron puestos en el Gobierno del Estado de Veracruz, recordando que su padre Miguel Alemán Valdés tenía buenos nexos con los integrantes de ese grupo.